# Сенак, Жан Батист
Жан-Батист Сена́к (фр. Jean-Baptiste Sénac; 1693, Ломбес — 20 декабря 1770, Версаль) — выдающийся французский врач, член Французской академии наук, считающийся одним из пионеров современной кардиологии.

## Биография
Жан–Батист Сенак родился в 1693 году в городе Ломбес в протестантской семье. Отец, Жан–Бернар Сенак, был адвокатом, мать происходила из семьи нотариусов.
Детство Жан–Батист провёл в деревне своей матери, находящейся в кантоне Кастельно-Маньоак. В 1707—1708 годах Жан–Батист изучал богословие в иезуитском колледже в Оше. Медицине Ж.–Б. Сенак обучался сначала в Лейденском университете, после чего отправился в Лондон, где учился у Джона Фрейнда.
В 1721 году Ж.–Б. Сенак женился на Марии–Терезе Танет, дочери купца. В браке родилось два сына и дочь. Старший сын, Жан Сенак, впоследствии стал фермером. Дочь, Тереза, вышла замуж за Франсуа Имберта, профессора медицины университета Монпелье. Младший сын, Габриэль Сенак, добился успеха в административной карьере, после чего стал писателем. Габриэль Сенак считается одним из лучших романистов и историков конца восемнадцатого века.
В 1723 году Ж.–Б. Сенак приезжает в Париж. В декабре 1723 года Ж.–Б. Сенак, по рекомендации Я. Винслова и Д. Дювернея, получает должность заместителя анатома в Королевской академии наук. В этот период Ж.–Б. Сенак делает успешную карьеру, активно занимается научной деятельностью, издаёт свои труды.
В 1745 году Ж.–Б. Сенак стал личным доктором маршала Морица Саксонского, командира королевской армии во Фландрии. 15 апреля 1752 года Ж.–Б. Сенак был назначен личным врачом Людовика XV и главным управляющим Минеральными водами Франции. В это же время Ж.-Б. Сенак стал членом Королевского общества наук в Нанси.
20 декабря 1770 года Жан–Батист Сенак скончался в Версале в возрасте 77 лет.

## Научная деятельность
В 1749 году Жан–Батист Сенак опубликовал «Трактат о строении сердца» («Traité de la structure du coeur, de son action et de ses maladies»), первое исследование по функционированию человеческого сердца. Этот труд был руководством по анатомии, физиологии и болезням сердца с описанием его нервных сплетений, клинической картины нарушений сердечного ритма, воспаления околосердечной сумки, сужения левого артериального устья, рекомендацией применения кровопускания и успокаивающих средств при сердечной недостаточности и хинина при упорных сердцебиениях.

## Основные труды
- Sénac J.–B. Nouveau cours de chymie, suivant les principes de Newton et de Stahl, 1723.
- Sénac J.–B. Discours sur la méthode de Franco et sur celle de Raw, 1727.
- Sénac J.–B. Lettres sur le choix des saignées, 1730.
- Sénac J.–B. Traité des causes des accidents et de la cure de la peste, 1744.
- Sénac J.–B. Traité de la structure du coeur, de son action et de ses maladies, 1749.